# Museo de arte de Hibel
Museo de arte de Hibel (en inglés Hibel Museum of Art) fue un museo de arte en Júpiter, Florida, en el condado de Palm Beach. Estaba ubicado en el campus de Florida Atlantic University y contaba con obras de Edna Hibel y otros artistas. El museo organizaba ciclo de conciertos, conferencias y un campamento de arte para niños.
El museo abrió sus puertas en 1977 en Palm Beach, Florida, exhibiendo la colección Clayton y Ethelbelle Bion Craig de 180 pinturas de Edna Hibel, así como sus litografías en piedra, y la colección de antigüedades, pisapapeles, artefactos asiáticos y muebles de Craigs. La colección creció con la donación de botellas de rapé asiáticas de la familia Caldwell, y donaciones adicionales de la obra de Edna Hibel y otras obras de arte, muñecas y esculturas.
El museo fue reubicado temporalmente en Lake Worth, Florida en 1999 y luego en 2002 se trasladó a la ubicación en el campus de la FAU. El museo fue disuelto en 2018.
El museo fue diseñado por Kha Le-Huu y Partners.